# Angra Mainju

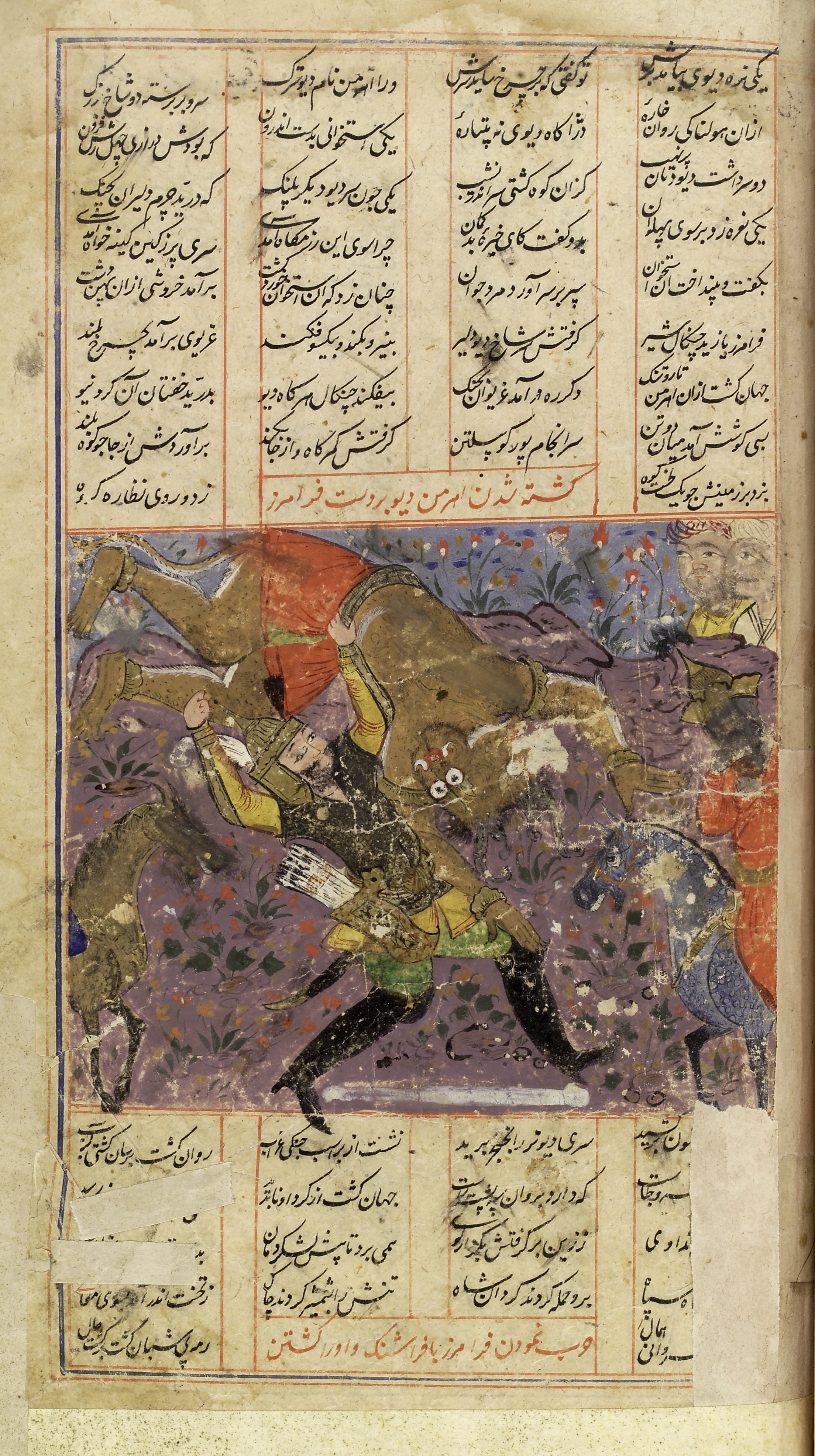
Faramarz poráží Ahrimana, ilustrace k rukopisu Šáhnáme

Angra Mainju „Špatné smýšlení“ či „Špatný duch“, středopersky Ahriman, je v zarathuštrismu protivníkem Ahura Mazdy, ztělesněním drudže „lži, klamství“, zla a pánem démonických daévů. Stejně jako Ahura Mazda je ve starších pramenech jen málo personifikován a jedná spíše prostřednictvím svých podřízených.

## Avesta
V gáthách, nejstarší části Avesty, sepsaných nejspíše samotným Zarathuštrou, se Angra Mainju objevuje spíše sporadicky. Pod svým jménem se objevuje pouze v jasně 45 jako protějšek Spenta Mainjua, „blahodárného smýšlení/ducha“, v jasně 30 a 32 je namísto toho označován jako Aka Mainju „Zlé smýšlení/duch“. Také je zmiňován debáman „podvodník“, nejspíše totožný s Angra Mainjuem, který přiměl daévy vybrat si acištem manah „nejhorší myšlení“, ale v jiné pasáži jsou daévové označováni za potomky Aka Manaha. Aka Mainju zmiňovaný v jasně 30 je také označován za stvořitele „ne-života“, smrti a posmrtného trestu.
Angra Mainju je pravděpodobně originálním výtvorem Zarathuštry, který měl v úmyslu vysvětlit existenci zla ve světě jako důsledek osobní volby. Na základě toho, že oba mainjuové jsou označováni za dvojčata a Spenta Mainju za syna Ahura Mazdy, lze předpokládat, že i Angra Mainju je synem Ahura Mazdy. Mircea Eliade a Ioan P. Culianu gáthy interpretují tak, že jak Spenta Mainju, tak Angra Mainju, jsou syny Ahura Mazdy, který je stvořitelem všech protikladů, a ti si svobodně zvolili mezi pravdou, a lží. Podle Jasny Haptanháti, o něco mladší části Avesty připisováné Zarathuštrovým žákům, je však Ahura Mazda stvořitelem světla, země a všech dobrých věcí, z čehož lze usuzovat, že jako stvořitel temnoty byl chápán Angra Mainju.
Podle mladší Avesty je Angra Mainju daévanam daévó „daévem daévů“ a jako obydlí je mu přisuzováno podsvětí a sever. Objevuje se také více příběhů o něm:
- Bojoval o vlastnictví chvareny (Jašt 19),
- stvořil Aži Daháku (Jašt 9),
- utekl ze světa, když se narodil Zarathuštra (Jašt 17),
- pokusil se zastavit proudění vod a růst rostlin (Jašt 13) a
- po třicet let byl osedlán králem Tachmou Urupim (Jašt 15, 19).

Podle Vidévdátu dokonce pokoušel Zarathuštru a nabízel mu vládu nad světem, pokud odmítne Ahura Mazdu.
V některých textech mladší Avesty se už objevuje podání, že protivníkem Angra Mainjua není Spenta Mainju, nýbrž samotný Ahura Mazda, již zcela splývající se svým „blahodárným duchem“. Toto pojetí nejspíše vzniklo nejpozději ve 4. století př. n. l., jelikož opozice mezi Ariemaniosem a Oromazdes je zmiňována Aristotelem.

## Středoperské texty
Středoperský Ahriman, často také označovaný jako Ganák Menóg „Páchnoucí duch“, se už pro zlo nerozhoduje ze své vlastní svobodné vůle, nýbrž je zlým ze své podstaty. Stejně jako Óhrmazd – Ahura Mazda, existoval od počátku a tato dvě božstva od sebe byla oddělena prázdnotou – Wáj. Tento původní stav byl narušen Ahrimanovým útokem na Óhrmazdu, poté, co se během tří tisíc dozvěděl o jeho existenci. Po neúspěšném útoku vytvořil Ahriman řadu daévů, zatímco Óhrmazd počal s tvořením světa a zpíval modlitbu ahunvar, která odhalila jeho konečného vítězství.
Ahriman opět uprchl do temnoty a ležel v ní další tři tisíce let v bezvědomí. Poté byl k dalšímu útoku nabádán démonkou jménem Jéh a nakonec tak zabil prvotního býka Gáv Í Évdáda a prvotního člověka Gajómarta a následná bitva bude pokračovat až do Óhrmazdova konečného vítězství.

## Zurvanismus
Odlišný náhled na povahu Ahrimana a Óhrmazda než středoperský zarathuštrismus má zurvanismus, pojetí neznámé ze zarathuštrických zdrojů, které je poprvé naznačenou Eudéma Rhodského v 4. století př. n. l., podle kterého Oromasdes a Arimanius, jakožto Světlo a Temnota, vznikly buď z Času, či Prostoru. Čas lze ztotožnit se Zurvánem, zatímco Prostor s Wájem.
Později se stejné pojetí objevuje v manicheistických a křesťanských pramenech z 3. a 5. století, přičemž Jacques Duchesne-Guillemin se domnívá, že je starší než středoperská ortodoxie a bylo do ní částečně začleněno.
V zurvanismu je také zachována avestánská myšlenka, že Ahriman je zlý díky své volbě, nikoliv přirozenosti, jak postaveno ve středoperském zarathuštrismu.
Podle Eznika z Kolbu, působícího v 5. století, existoval na počátku pouze Zurván, který po tisíc let obětoval za účelem zplození potomka. Protože však o smyslu oběti pochyboval, počal dvojčata: Jedno bylo dobré, jasné a voňavé – Óhrmazd zrozený z víry, a druhé zlé, temné a páchnoucí – Ahriman zrozený z pochybností. Poté Zurván prohlásil, že prvorozeného učiní králem a to Óhrmazd, dosud v lůně, zaslechl a pověděl o tom Ahrimanovi. Ahriman se poté prodral na svět jako první a, ač jej jeho otec pro jeho temnotu a zápach odmítl, musel jej podle svého slibu učinit králem. Věnoval mu však devět tisíc let vlády pod Óhrmazdovým dohledem, po které však bude následovat vláda pouze Óhrmazdova. Poté Ahriman stvořil vše špatné a Óhrmazd vše dobré.
Theodoros Aboukaras, působící v 9. století, vypráví stejný příběh jako Eznik, ale přidává ještě pojetí o tom, jak Óhrmazd nevěděl, jak osvětlit svět. Proto šel pro radu za Ahrimanem a ten mu poradil, že musí mít styk se svou matkou a sestrou – což je narážka na zarathuštrický zvyk hwétwodatíh. Když tak učinil, zplodil se svou matkou Slunce a se svou sestrou Měsíc. Mircea Eliade přirovnává příběh o vzniku nebeských těles k mýtům o bezradném stvořiteli, kterému pomáhá se stvořením šibalská postava, často ztotožněná v christianizovaných mýtech s Ďáblem. Eliade navíc uvádí, že danou vědomost nezískal Óhrmazd přímo od Ahrimana, nýbrž že mu ji prozradil démon Mahmi.